# Юр'ївська селищна рада (Юр'ївський район)
Ю́р'ївська се́лищна ра́да — адміністративно-територіальна одиниця та орган місцевого самоврядування в Юр'ївському районі Дніпропетровської області. Адміністративний центр — селище міського типу Юр'ївка.

## Загальні відомості
Юр'ївська селищна рада розташована в південній частині Юр'ївського району Дніпропетровської області, вздовж річки Мала Тернівка.
- Територія ради: 132,16 км²
- Населення ради: 3 533 особи (станом на 2001 рік)

## Населені пункти
Селищній раді підпорядковані населені пункти:
- смт Юр'ївка
- с. Бразолове
- с-ще Жемчужне
- с. Івано-Межиріцьке
- с. Новогригорівка
- с. Українське

## Склад ради
Рада складається з 22 депутатів та голови.
- Голова ради: Буряк Іван Олександрович
- Секретар ради: Гоцій Вячеслав Вячеславович

### Керівний склад попередніх скликань
| Прізвище, ім'я, по батькові | Основні відомості                                  | Дата обрання | Дата звільнення |
| --------------------------- | -------------------------------------------------- | ------------ | --------------- |
| Довбиш Володимир Іванович   | Селищний голова, 1964 року народження, освіта вища | 26.03.2006   | 31.10.2010      |
| Довбиш Володимир Іванович   | Селищний голова, 1964 року народження, освіта вища | 31.10.2010   |                 |

Примітка: таблиця складена за даними сайту Верховної Ради України

### Депутати
За результатами місцевих виборів 2010 року депутатами ради стали:

#### За суб'єктами висування
| Суб'єкт висування                                    | Кількість обраних депутатів | %  |
| ---------------------------------------------------- | --------------------------- | -- |
| Самовисування                                        | 15                          | 71 |
| сеукраїнське об'єднання «Батьківщина»Партія регіонів | 4                           | 19 |
| Українська політична партія «Соціалісти»             | 1                           | 5  |
| Українське об'єднання патріотів — УКРОП              | 1                           | 5  |

#### За округами
| № округу      | Прізвище, ім'я, по батькові     | Дата визнання обраним | Освіта | Партійна приналежність                        | Відомості про обраного депутата                                    |
| ------------- | ------------------------------- | --------------------- | ------ | --------------------------------------------- | ------------------------------------------------------------------ |
| Самовисування |                                 |                       |        |                                               |                                                                    |
| 3             | Федянович Надія Миколаївна      |                       |        | Позапартійна                                  | Завідувачка Юр'ївського дошкільного навчального закладу «Пролісок» |
| 6             | Трофимук Світлана Володимирівна |                       |        | Позапартіна                                   | Головний лікар КЗ «Юр'ївський ПМСД»                                |
| 7             | Легкоступ Людмила Володимирівна |                       |        | Позапартійна                                  | Старша медична сестра КЗ «Юр'ївська ЦРЛ»                           |
| 4             | C                               |                       |        |                                               |                                                                    |
| 9             | Стукан Сергій Павлович          |                       |        | Позапартійний                                 | Фізична особа — підприємець                                        |
| 10            | Жилін Олександр Володимирович   |                       |        | Позапартійний                                 | Тимчасово не працюючий                                             |
| 11            | Лисенко Андрій Васильович       |                       |        | Позапартійний                                 | Водій ДТЕК Павлоградвугілля                                        |
| 13            | Грицун Валерій Миколайович      |                       |        | Позапартійний                                 | Заступник директора ТОВ АПФ «Прогрес- Агро»                        |
| 14            | Батраченко Наталя Миколаївна    |                       |        | Позапартійна                                  | Головний бухгалтер територіального центру обслуговування           |
| 15            | Сарнов Віталій Володимирович    |                       |        | Позапартійний                                 | Голова СФГ «Перлина»                                               |
| 16            | Бутов Олександр Олександрович   |                       |        | Позапартійний                                 | Директор Новоіванівського музею                                    |
| 17            | Полтавець Олександр Вікторович  |                       |        | Позапартійний                                 | Тимчасово не працюючий                                             |
| 18            | Пащенко Неля Семенівна          |                       |        | Позапартійна                                  | Директор КЗ «Чорнявщинська загальноосвітня школа І-ІІІ ступенів»   |
| 19            | Повшедна Віра Василівна         |                       |        | Позапартійна                                  | Інженер з охорони праці ПП «ЛАН»                                   |
| 20            | Циба Олена Миколаївна           |                       |        | Позапартійна                                  | Завідувачка Чернявщинського ДНЗ                                    |
| 21            | Гараган Світлана Анатоліївна    |                       |        | Позапартійна                                  | Вчитель Чорнявщинської загальноосвітньої школи І-ІІІ ступенів      |
|               |                                 |                       |        |                                               |                                                                    |
| 1             | Хоменко Василь Васильлович      |                       |        |                                               | Приватний підприємець                                              |
| 4             | Лелека Іван Іванович            |                       |        | член Всеукраїнського об'єднання «Батьківщина» | Головний бухгалтер ТОВ СП «Агросфера»                              |
| 5             | Скриль Наталя Василівна         |                       |        | Член Всеукраїнського об'єднання «Батьківщина» | Директор Юр'ївського центру зайнятості                             |
| 8             | Гоцій Вячеслав Вячеславович     |                       |        |                                               | Секретар селищної ради                                             |
| 12            | Бакай Любов Олексіївна          |                       |        | Член Всеукраїнського об'єднання «Батьківщина» | Директор КЗ «Юр'ївський центр обслуговування закладів освіти»      |
| 2             | Біловол Олександр Григорович    |                       |        | Українське об'єднання патріотів «УКРОП»       | Водій Павлоградської ГКС Запорізького ЛВ УМГ                       |

## Соціальна сфера
На території сільської ради знаходяться такі об'єкти соціальної сфери:
- Юр'ївська середня загальноосвітня школа;
- Комсомольська середня загальноосвітня школа;
- Юр'ївський дошкільний навчальний заклад «Пролісок»;
- Новогригорівський дошкільний навчальний заклад «Оленка»;
- Юр'ївська центральна районна лікарня;
- Новогригорівський фельдшерсько-акушерський пункт;
- Юр'ївський районний будинок культури ;
- Новогригорівський сільський будинок культури.